# Coupe de l'Indépendance
Pour l’article homonyme, voir Coupe de l'Indépendance (Maroc).
La Coupe de l'Indépendance du Brésil est un tournoi qui se tint au Brésil du 11 juin au 9 juillet 1972 pour célébrer le 150e anniversaire de l'indépendance du Brésil vis-à-vis du Portugal. Elle fut appelée Minicopa par les Brésiliens et sa finale se disputa précisément entre le Brésil et le Portugal, au Maracana le 9 juillet 1972. Le Brésil l'emporta 1-0 grâce à un but de Jairzinho à la 89e minute.
Le Brésil ne comptait plus dans ses rangs Pelé mais possédait des joueurs comme Tostão et Rivelino et proposa un jeu de meilleure qualité que lors de la future Coupe du monde 1974 en Allemagne de l'Ouest.
En dépit d'une place de finaliste et d'une équipe composée principalement de joueurs de Benfica Lisbonne comme Eusébio, Jaime Graça, José Henrique, Humberto Coelho, Rui Jordão et Toni, l'équipe du Portugal ne se qualifia pas pour les coupes du monde 1974 et 1978. Ce résultat était donc leur meilleur jusqu'à l'Euro 1984.

## Équipes participantes
| Entrent au premier tour | Entrent au second tour                                           |
| --- | ---------------------------------------------------------------- |
| - Argentine - France - Colombie - Sélection de l'Afrique - Sélection CONCACAF - Portugal - Chili - République d'Irlande - Équateur - Iran - Yougoslavie - Paraguay - Pérou - Venezuela - Bolivie | - Brésil - Uruguay - Union soviétique - Écosse - Tchécoslovaquie |

## Tour préliminaire

### Groupe 1
| Rang | Équipe                                       | Pts | J | G | N | P | Bp | Bc | Diff |  | Résultats                                    |  |     | CAF |     | CON |
| ---- | -------------------------------------------- | --- | - | - | - | - | -- | -- | ---- |  | -------------------------------------------- |  | --- | --- | --- | --- |
| 1    | Argentine                                    | 7   | 4 | 3 | 1 | 0 | 13 | 1  | +12  |  | Argentine                                    |  | 0-0 | 2-0 | 4-1 | 7-0 |
| 2    | France                                       | 7   | 4 | 3 | 1 | 0 | 10 | 2  | +8   |  | France                                       |  |     | 2-0 | 3-2 | 5-0 |
| 3    | Sélection de la CAF (Afrique)                | 3   | 4 | 1 | 1 | 2 | 3  | 4  | -1   |  | Sélection de la CAF (Afrique)                |  |     |     | 3-0 | 0-0 |
| 4    | Colombie                                     | 2   | 4 | 1 | 0 | 3 | 7  | 13 | -6   |  | Colombie                                     |  |     |     |     | 4-3 |
| 5    | Sélection de la CONCACAF (Amérique centrale) | 1   | 4 | 0 | 1 | 3 | 3  | 16 | -13  |  | Sélection de la CONCACAF (Amérique centrale) |  |     |     |     |     |

### Groupe 2
| Rang | Équipe               | Pts | J | G | N | P | Bp | Bc | Diff |  | Résultats            |  |     |     |     |     |
| ---- | -------------------- | --- | - | - | - | - | -- | -- | ---- |  | -------------------- |  | --- | --- | --- | --- |
| 1    | Portugal             | 8   | 4 | 4 | 0 | 0 | 12 | 2  | +10  |  | Portugal             |  | 4-1 | 2-1 | 3-0 | 3-0 |
| 2    | Chili                | 6   | 4 | 3 | 0 | 1 | 7  | 7  | 0    |  | Chili                |  |     | 2-1 | 2-1 | 2-1 |
| 3    | République d'Irlande | 4   | 4 | 2 | 0 | 2 | 7  | 7  | 0    |  | République d'Irlande |  |     |     | 3-2 | 2-1 |
| 4    | Équateur             | 1   | 4 | 0 | 1 | 3 | 4  | 9  | -5   |  | Équateur             |  |     |     |     | 1-1 |
| 5    | Iran                 | 1   | 4 | 0 | 1 | 3 | 3  | 8  | -5   |  | Iran                 |  |     |     |     |     |

### Groupe 3
| Rang | Équipe      | Pts | J | G | N | P | Bp | Bc | Diff |  | Résultats   |  |     |     |     |      |
| ---- | ----------- | --- | - | - | - | - | -- | -- | ---- |  | ----------- |  | --- | --- | --- | ---- |
| 1    | Yougoslavie | 7   | 4 | 3 | 1 | 0 | 15 | 3  | +12  |  | Yougoslavie |  | 2-1 | 2-1 | 1-1 | 10-0 |
| 2    | Paraguay    | 6   | 4 | 3 | 0 | 1 | 12 | 4  | +8   |  | Paraguay    |  |     | 1-0 | 6-1 | 4-1  |
| 3    | Pérou       | 4   | 4 | 2 | 0 | 2 | 5  | 3  | +2   |  | Pérou       |  |     |     | 3-0 | 1-0  |
| 4    | Bolivie     | 2   | 4 | 0 | 2 | 2 | 4  | 12 | -8   |  | Bolivie     |  |     |     |     | 2-2  |
| 5    | Venezuela   | 1   | 4 | 0 | 1 | 3 | 3  | 17 | -14  |  | Venezuela   |  |     |     |     |      |

## Tour final

### Groupe A
| Rang | Équipe          | Pts | J | G | N | P | Bp | Bc | Diff |  | Résultats       |  |     |     |     |
| ---- | --------------- | --- | - | - | - | - | -- | -- | ---- |  | --------------- |  | --- | --- | --- |
| 1    | Brésil          | 5   | 3 | 2 | 1 | 0 | 4  | 0  | +4   |  | Brésil          |  | 3-0 | 1-0 | 0-0 |
| 2    | Yougoslavie     | 3   | 3 | 1 | 1 | 1 | 4  | 6  | -2   |  | Yougoslavie     |  |     | 2-2 | 2-1 |
| 3    | Écosse          | 2   | 3 | 0 | 2 | 1 | 2  | 3  | -1   |  | Écosse          |  |     |     | 0-0 |
| 4    | Tchécoslovaquie | 2   | 3 | 0 | 2 | 1 | 1  | 2  | -1   |  | Tchécoslovaquie |  |     |     |     |

### Groupe B
| Rang | Équipe           | Pts | J | G | N | P | Bp | Bc | Diff |  | Résultats        |  |     |     |     |
| ---- | ---------------- | --- | - | - | - | - | -- | -- | ---- |  | ---------------- |  | --- | --- | --- |
| 1    | Portugal         | 5   | 3 | 2 | 1 | 0 | 5  | 2  | +3   |  | Portugal         |  | 3-1 | 1-0 | 1-1 |
| 2    | Argentine        | 4   | 3 | 2 | 0 | 1 | 3  | 3  | 0    |  | Argentine        |  |     | 1-0 | 1-0 |
| 3    | Union soviétique | 2   | 3 | 1 | 0 | 2 | 1  | 2  | -1   |  | Union soviétique |  |     |     | 1-0 |
| 4    | Uruguay          | 1   | 3 | 0 | 1 | 2 | 1  | 3  | -2   |  | Uruguay          |  |     |     |     |

### Match pour la3eplace
| 9 juillet 1972            | Yougoslavie                                   | 4 - 2 | Argentine        | Maracana, Rio de Janeiro  |                           |
| Historique des rencontres | Bajević 26e 82e · Katalinski 33e · Dzajic 62e |       | 61e 87e Brindisi | Arbitrage : Paul Schiller | Arbitrage : Paul Schiller |

### Finale
| 9 juillet 1972            | Brésil        | 1 - 0   | Portugal | Maracanã, Rio de Janeiro                       |                                                |
| Historique des rencontres | Jairzinho 89e | (0 - 0) |          | Spectateurs : 36 058 Arbitrage : Abraham Klein | Spectateurs : 36 058 Arbitrage : Abraham Klein |

| Brésil | Portugal |

| BRÉSIL :      |  |                     |  |          |
|               |  |                     |  |          |
| GB            |  | Émerson Leão        |  |          |
| D             |  | Zé Maria            |  |          |
| D             |  | Brito               |  |          |
| D             |  | Vantuir             |  |          |
| D             |  | Marco Antônio       |  | Remplacé |
| M             |  | Clodoaldo           |  |          |
| M             |  | Gérson              |  |          |
| A             |  | Jairzinho           |  |          |
| A             |  | Tostão              |  |          |
| A             |  | Leivinha            |  | Remplacé |
| A             |  | Rivelino            |  |          |
| Remplaçants : |  |                     |  |          |
| D             |  | José Rodrigues Neto |  | Entré    |
| A             |  | Dario               |  | Entré    |
| Entraîneur :  |  |                     |  |          |
| Mário Zagallo |  |                     |  |          |

| PORTUGAL :    |  |                 |  |     |
|               |  |                 |  |     |
| GB            |  | José Henrique   |  |     |
| D             |  | Artur Correia   |  |     |
| D             |  | Humberto Coelho |  |     |
| D             |  | Messias Timula  |  |     |
| D             |  | Adolfo Calisto  |  |     |
| M             |  | Toni            |  |     |
| M             |  | Jaime Graça     |  |     |
| M             |  | Fernando Peres  |  |     |
| A             |  | Rui Jordão      |  | 77e |
| A             |  | Eusébio         |  |     |
| A             |  | Joaquim Dinis   |  |     |
| Remplaçants : |  |                 |  |     |
| A             |  | Artur Jorge     |  | 77e |
| Entraîneur :  |  |                 |  |     |
| José Augusto  |  |                 |  |     |